# Ann Marie Cyphers
Ann Marie Cyphers Tomic (Canton, Illinois, Estados Unidos, 2 de junio de 1950-20 de mayo de 2023) fue una historiadora, acogida en México. Experta en la civilización olmeca, desde 1990 dirigió el proyecto de investigación de la antigua ciudad de San Lorenzo Tenochtitlan y fue investigadora titular en el Instituto de Investigaciones Antropológicas (IIA) de la Universidad Nacional Autónoma de México (UNAM).

## Trayectoria académica
Obtuvo una maestría en ciencias por la Universidad de Wisconsin-Milwaukee en 1975. Fue asistenta de investigación en la UNAM de 1979 a 1981.Tiene un doctorado en Historia por la Facultad de Filosofía y Letras de la UNAM, el cual consiguió en 1987. Cyphers dirige desde 1990 la investigación de la ciudad antigua de San Lorenzo Tenochtitlan, considerada la capital de la civilización olmeca hacia el 1200 a. C y una de las urbes más antiguas de Mesoamérica.

## Premios y reconocimientos
- 2021 - Premio Alfonso Caso, INAH, por la coautoría del libro Dinámica y desarrollo de la población olmeca de San Lorenzo"
- 2017 - Reconocimiento Sor Juana Inés de la Cruz, UNAM.
- 2014 - Premio Alfonso Caso, INAH, por la coautoría del libro Retos y riesgos en la vida olmeca
- 2002 - Premio Alfonso Caso, INAH
- Integrante del Sistema Nacional de Investigadores, nivel III
- Integrante de la Academia Mexicana de Ciencias
- Integrante de la Society of America Archaeology